# 宝龙镇
宝龙镇，是中华人民共和国重庆市潼南区下辖的一个乡镇级行政单位。

## 行政区划
宝龙镇下辖以下地区：
严寨村、换沟村、豆桥村、白庙村、岩背村、斩草村、斩龙村、山坪村和酢房村。